# Martin Thomas (homme politique)
Pour les articles homonymes, voir Martin Thomas.
Donald Martin Thomas, baron Thomas de Gresford, (né le 13 mars 1937) est un homme politique libéral démocrate britannique.

## Biographie
Fils d'un policier de Llangollen, il fait ses études à Grove Park Grammar School, Wrexham et à Peterhouse, Cambridge, il obtient un LLB en droit et une maîtrise en classiques. Il exerce la profession d'avocat à Wrexham de 1961 à 1966 avant de devenir maître de conférences en droit. Il est admis au barreau du Gray's Inn en 1967 et est nommé Conseiller de la reine en 1979. Il est vice-juge de circuit en 1974, enregistreur de la Cour de la Couronne en 1976, et vice-juge de la Haute Cour en 1995.
Ayant été nommé Officier de l'Ordre de l'Empire britannique (OBE) en 1982, Thomas est créé pair à vie comme baron Thomas de Gresford, de Gresford dans le comté de Wrexham le 30 septembre 1996, et siège avec les libéraux-démocrates. Depuis lors, il est porte-parole pour le pays de Galles et les affaires intérieures et siège à plusieurs commissions. Il s'intéresse à Hong Kong, la Chine, la justice pénale et le pays de Galles.
Thomas épouse Nan Kerr en 1961 avec qui il a trois fils et une fille. Elle est décédée en 2000. En 2005, il épouse une collègue libérale démocrate, la baronne Walmsley. Lui et sa femme sont l'un des rares couples à détenir tous deux des titres à part entière.
Lord Thomas est vice-président de la Lloyd George Society jusqu'en février 2012, date à laquelle il est élu président. Lord Thomas est le président honoraire de l'Association of Military Court Advocates.